# Le Justicier de Shanghai
Pour plus de détails, voir Fiche technique et Distribution.
Le Justicier de Shanghai (馬永貞, Ma Yong Zhen) est un film hongkongais réalisé par Chang Cheh et Pao Hsueh-li sorti en 1972. Il s'agit d'une adaptation romancée de la vie du personnage historique Ma Yong-zhen, déjà plusieurs fois adaptée à l'écran (en 1929 et 1962).

## Synopsis
Ma Yung-cheng arrive à Shanghai avec un ami afin de trouver du travail. Il cherche rapidement un moyen de s'élever dans l'échelle sociale afin de devenir l'égal des plus grands caïds de la ville, notamment Tan, pour lequel Ma a beaucoup de respect. Son talent de combattant lui permet rapidement de se faire un nom et beaucoup d'ennemis.

## Fiche technique
- Titre français : Le Justicier de Shanghaï
- Titre français d'origine (sortie cinéma) : La Brute, le Bonze et le Méchant
- Titre original mandarin : 馬永貞 (Ma yong zhen)
- Titre original anglais : The Boxer from Shangtung
- Réalisation : Chang Cheh et Pao Hsueh-li
- Scénario : Chang Cheh et Ni Kuang
- Assistants réalisateurs : Ho Chih Chiang, John Woo
- Producteur : Runme Shaw
- Musique : Chen Yung-Yu
- Directeurs des combats et cascades : Tang Chia, Liu Chia-liang, Liu Chia-yung, Chen Chung
- Société de production : Shaw Brothers
- Pays d'origine : Hong Kong
- Langue originale : mandarin
- Format : Shawscope, 35 mm, 2.35:1 (couleur, son Mono)
- Genres : Action, policier, drame et romance
- Durée : 131 minutes
- interdit aux moins de 16 ans
- Date de sortie :
  -  Hong Kong: 11 février 1972
  -  France:frappé d'interdiction totale en 1973, il sera interdit aux mineurs de 18 ans en 1974[1],[2]

## Distribution
- Chen Kuan-tai : Ma Yung-chen
- Cheng Hong-yip :
- David Chiang : Tan Si
- Ching Li :
- Ku Feng :

## Analyse
Le film est très au-dessus de la moyenne des films de kung-fu produits de façon industrielle par la compagnie Shaw Brothers à l'époque, la qualité dépendant des chorégraphies martiales, plus ou moins savantes ou inventives, mais plus rarement du scénario ou de l'esthétique cinématographique.
En effet, Le Justicier de Shanghai se distingue non seulement par la vision un peu plus fouillée que d'habitude d'un personnage avide de pouvoir et de réussite, jusqu'à y ternir sans y renoncer complètement une éthique qui le singularisait (il dispense de payer ceux qu'il rackette qui n'ont pas fait assez de recettes, ou de chanter la femme dont il est amoureux et qu'il déçoit), mais aussi par des cadrages ou des plans recherchés (une tête filmée entre deux colonnes d'escalier, les hachettes des 4 as qui sortent l'une après l'autre de leurs manche), une variation des points de vue, entre plongée et contre-plongée, des décors très soignés, riches, marqués par le souci du détail (le logement du chef mafieux rival, la voiture de Tan Si) ou encore le jeu sur des couleurs chatoyantes.
Le film garde un fil symbolique tout du long autour des thèmes combinés de l'ascension et de la chute, en jouant regulièrement sur les escaliers ou la hauteur. Il dessine ainsi un arc entre la scène où, pour la première fois, il monte dormir seul à l'étage supérieur de l'hôtel minable où il loge avec ses compagnons, et l'affrontement final avec ses ennemis, les 4 as.
Dans cette dernière scène, où le film se distingue également par une violence particulière (Ma se battant avec une hachette plantée dans le ventre), le personnage tente sans cesse, tel Sisyphe, de rejoindre l'étage supérieur où se tient le chef détesté, jusqu'à choisir finalement de casser l'escalier lui-même. La manière est assez habile de décrire un rêve brisé, le destin tragique d'un homme qui ne pouvait réussir sans se perdre un peu, ne se retrouver sans mourir, en détruisant jusqu'au sommet lui-même, dans un immense éclat de rire.